# Aeropuerto de Kiryat Shemona
El Aeropuerto de Kiryat Shemona  (en hebreo: שדה התעופה קריית שמונה)  (IATA: KSW, ICAO: LLKS) es un aeropuerto público que está ubicado a 2 km al este de la ciudad de Kiryat Shmona en el extremo norte de Israel.
Su historia, basada en la falta de viabilidad económica y las diferencias políticas locales, ha sido testigo de varios cierres y reaperturas .
Arkia manejó vuelos nacionales hasta finales de 2003, cuando se cerraron debido a la falta de tráfico de pasajeros. 
Ahora  losderechos para volar una ruta nacional hacia y desde el aeropuerto están en manos de Tamir Airways,  mientras que los derechos para operar la pista de aterrizaje son propiedad de una empresa independiente que se encuentra en una disputa con Tamir Airways.